# Andris Piebalgs
Andris Piebalgs (Valmiera, 17 settembre 1957) è un politico e diplomatico lettone.
Dal febbraio 2010 all'ottobre 2014 è stato Commissario europeo per lo Sviluppo.

## Biografia
Dopo la laurea presso l'Università della Lettonia, a Riga, Piebalgs ha debuttato come insegnante presso la città natale di Valmiera, negli anni 1980. Durante il periodo sovietico faceva parte del Partito Comunista della URSS. Fra il 1990 ed il 1993, nei primi anni di indipendenza della Lettonia dall'Unione Sovietica, ha ricoperto la carica di Ministro dell'Educazione; fra il 1994 ed il 1995 è stato Ministro delle Finanze.
Piebalgs ha quindi iniziato una carriera diplomatica che lo ha visto ambasciatore in Estonia (dal 1995 al 1997) e successivamente presso l'Unione europea (dal 1998 al 2003); quest'ultimo periodo lo ha visto protagonista degli storici negoziati che hanno portato, il 1º gennaio 2004, all'ingresso della Lettonia nell'Unione europea.
Oltre al lettone, Piebalgs conosce l'inglese, il francese, il tedesco ed il russo, ed è in grado di comprendere l'estone.

## Incarico nella Commissione Europea
Piebalgs è stato incaricato di ricoprire la carica di Commissario per l'Energia nella Commissione Barroso I in seguito al rifiuto, da parte del Parlamento Europeo, di accettare la precedente candidatura della connazionale Ingrida Udre per il ruolo di Commissario per la Fiscalità e l'Unione Doganale. Il commissariato per l'Energia era stato precedentemente destinato all'ungherese László Kovács, anch'egli rifiutato dal Parlamento.
Con l'insediamento della seconda commissione Barroso, il 10 febbraio 2010, ha assunto l'incarico di Commissario europeo per lo Sviluppo.
A seguito dell'elezione di Janusz Lewandowski al Parlamento europeo, dal 1° al 17 luglio 2014 ha assunto ad interim anche il portafoglio della programmazione finanziaria e bilancio.